# 부안 내소사 동종
부안 내소사 동종(扶安 來蘇寺 銅鍾)은 대한민국 전북특별자치도 부안군 내소사에 있는, 고려시대의 구리 종이다. 1963년 1월 21일 대한민국의 보물 제277호로 지정되었다.

## 개요
부안 내소사 동종(扶安 來蘇寺 銅鍾)은 고려 시대 동종의 양식을 잘 보여주는 종으로 높이 103cm, 입지름 67cm의 크기이다.
종의 아랫부분과 윗부분에는 덩굴무늬 띠를 둘렀고, 어깨부분에는 꽃무늬 장식을 하였다. 종의 어깨 밑에는 사각형의 유곽이 4개 있고, 그 안에는 9개의 돌출된 유두가 있다.
종을 치는 부분인 당좌는 연꽃으로 장식했고, 종의 몸통에는 구름 위에 삼존상이 새겨 있다. 가운데 본존불은 활짝 핀 연꽃 위에 앉아 있고, 좌·우 양쪽에 협시불이 서 있다. 종 정상부에는 소리의 울림을 돕는 음통과 큰 용머리를 가진 종을 매다는 고리인 용뉴가 있다. 고려 고종 9년(1222)에 청림사 종으로 만들었으나, 조선 철종 원년(1850)에 내소사로 옮겼다.
한국 종의 전통을 잘 계승한 종으로, 그 표현이 정교하고 사실적이어서 고려 후기 걸작으로 손꼽힌다.

## 현지 안내문

### 국문 설명
부안 내소사 동종
扶安 來蘇寺 銅鐘
보물 제277호
부안 내소사 동종은 고려 고종 9년(1222)에 만든 것인데, 원래 내변산의 청림사에 있던 것을 조선 철종 원년(1850)에 이곳으로 옮겨 왔다. 이 종은 주로 절에서 시간을 알리거나 의식을 치를 때 사용한다.
종을 매다는 고리에는 용무늬를 새겼고, 종의 윗부분과 아랫부분에는 화려한 식물 문양을 조각하였다. 종을 치는 자리인 당좌(撞座)에는 연꽃무늬를 새겼고, 종의 가운데에는 세 분의 부처를 조각하였다. 가운데 본존불*은 연꽃 위에 앉은 모습이며, 좌우의 협시불**은 서 있는 모습이다. 종에 새겨진 장식과 문양이 정교하고 사실적이어서 고려 후기의 걸작으로 손꼽힌다.
- 본존불(本尊佛): 으뜸가는 부처라는 뜻으로, ‘석가모니불’을 이르는 말
  - 협시불(脇侍佛): 본존불을 옆에서 모시는 부처

### 영문 설명
Bronze Bell of Naesosa Temple, Buan
Treasure No. 277
In Buddhist temples, large bronze bells are used to gather people for rituals and to announce time.
This bronze bell kept in Naesosa Temple was originally made in 1222 to be enshrined in a temple named Cheongnimsa in Byeonsan Mountain. The temple closed, and the bell was later found buried underground and was relocated to Naesosa Temple in 1850.
The cannon at the top of this bell, by which it is hung, has a dragon-shaped decoration. The top and bottom parts of the bell are cast in relief with scroll designs. The main body of the bell is decorated with four buddha triads, and the four lotus flowers on the lower part serve as striking panels.

## 같이 보기
- 내소사

## 참고 문헌
- 부안 내소사 동종 - 국가유산청 국가유산포털
- 이 문서에는 다음커뮤니케이션(현 카카오)에서 GFDL 또는 CC-SA 라이선스로 배포한 글로벌 세계대백과사전의 내용을 기초로 작성된 글이 포함되어 있습니다.